# Cuneta

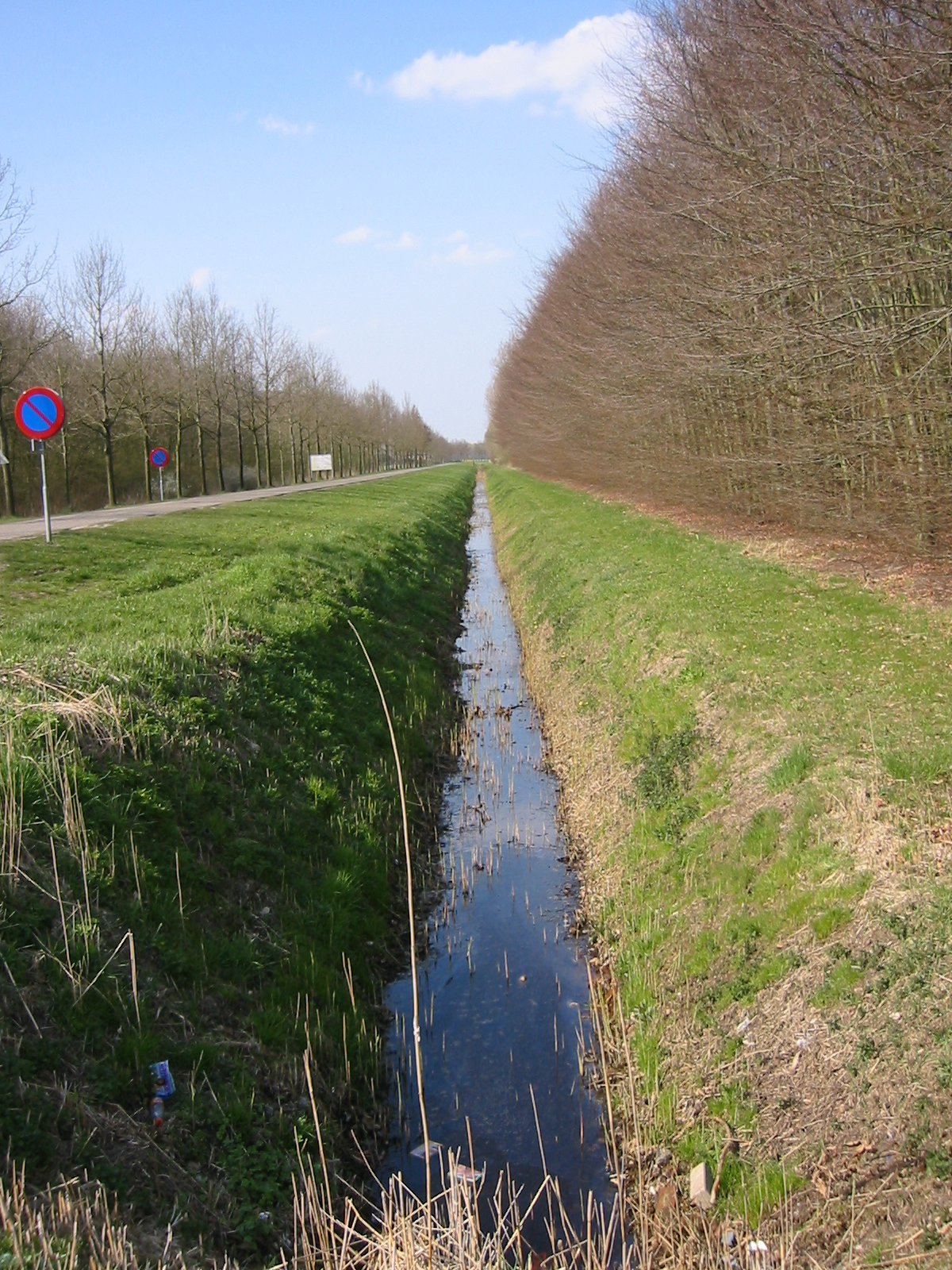
Cuneta en los Países Bajos.

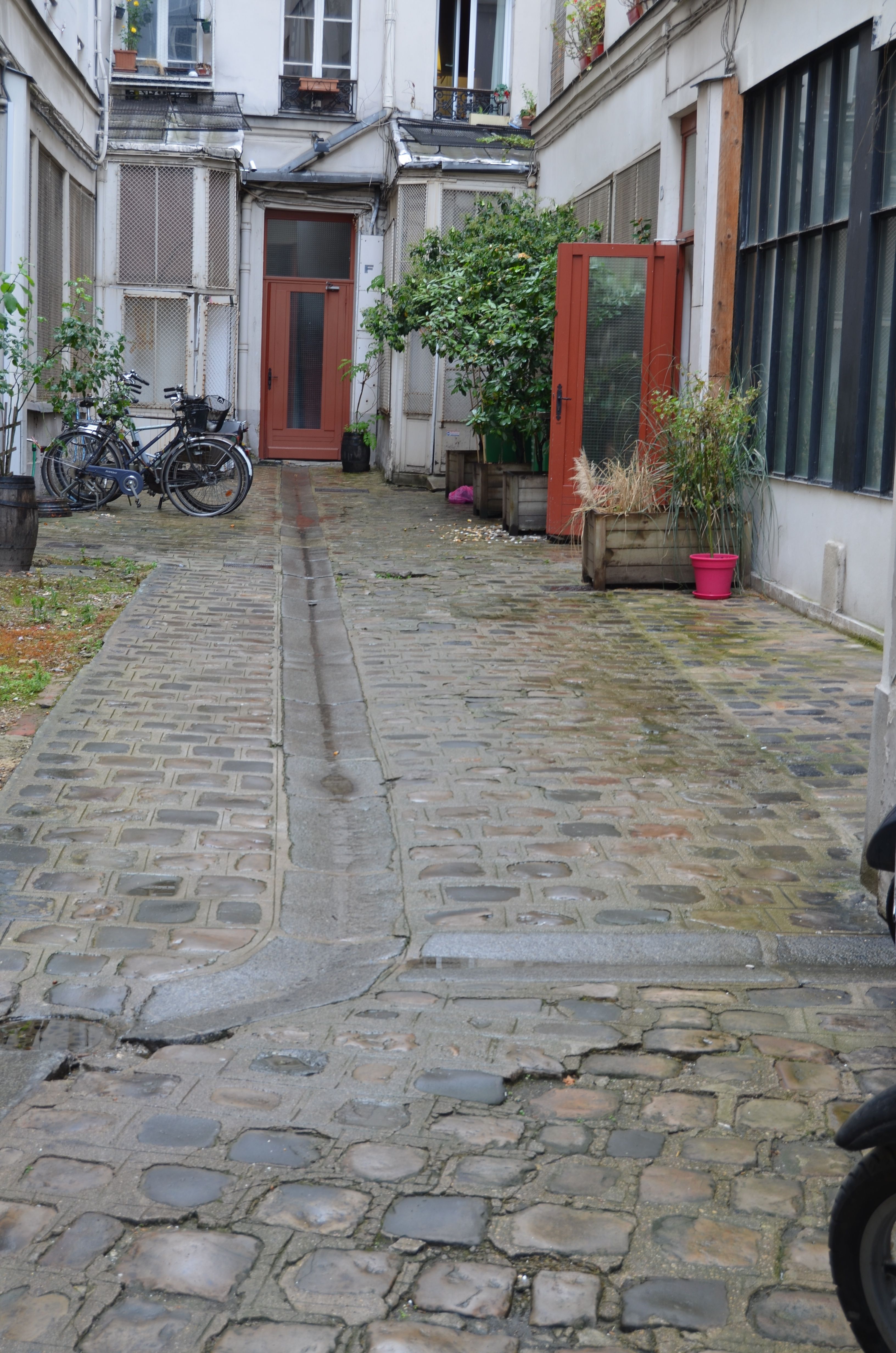
Rígola en el centro de un pasaje de viviendas en París.

Una cuneta (del italiano cunetta, derivado de lacuna o laguna) es una zanja o canal que se abre a los lados de las vías terrestres de comunicación (caminos, carreteras, autovías ...) y que, debido a su menor nivel, recibe las aguas pluviales y las conduce hacia un lugar que no provoquen daños o inundaciones. También puede servir como defensa de pequeños derrumbes cuando las vías transitan por trincheras. Las estructuras similares que se encuentran en entornos urbanos, generalmente junto a bordillos, se denominan rígolas.
Las zanjas pueden servir como canales para el drenaje de agua, irrigación o como límites. La construcción y el uso de zanjas han sido fundamentales para las actividades humanas durante miles de años, con aplicaciones que van desde la agricultura hasta el transporte y la defensa militar.
Las cunetas al borde de la carretera pueden representar un peligro para los automovilistas y los ciclistas, cuyos vehículos pueden chocar contra ellas y hacerse daños, volcarse o atascarse y causar lesiones graves, especialmente en malas condiciones climáticas y en áreas rurales.
Algunas especies animales o vegetales pueden usarlas como forma de dispersión, tal es el caso del galápago cabezón del Pantanal o de la gambusia.

## Historia
En fortificación, se llamaba cuneta al pequeño canal o zanja abierta en medio de un foso seco para recoger las aguas. De aquí se extendió su uso a las carreteras y en general, a toda pequeña zanja o canal destinada al mismo objeto.

## Construcción y diseño
El diseño y la construcción de una zanja dependen en gran medida de su uso previsto. Las zanjas de drenaje suelen ser poco profundas, con pendientes suaves para permitir que el agua fluya de manera natural. Por otro lado, las zanjas de irrigación pueden ser más profundas y controladas para regular el flujo de agua. Las zanjas también pueden ser reforzadas con materiales como concreto, piedra o vegetación para reducir la erosión y mejorar su durabilidad.
Las zanjas se excavan típicamente utilizando mano de obra manual, palas o maquinaria como retroexcavadoras, dependiendo de la magnitud del proyecto. En áreas rurales o agrícolas, las zanjas pueden ser estructuras simples excavadas a mano que requieren pocos recursos. Sin embargo, en entornos urbanos, las zanjas suelen formar parte de sistemas más grandes de gestión de aguas pluviales que involucran infraestructuras complejas.

## Sostenibilidad de las zanjas de drenaje
Las zanjas de drenaje desempeñan un papel fundamental en la agricultura de todo el mundo. Los sistemas de drenaje inadecuados aceleran la contaminación del agua, desecan excesivamente los suelos durante las sequías estacionales y su mantenimiento se convierte en una carga económica. Los equipos industriales de movimiento de tierras facilitan el mantenimiento de zanjas de drenaje rectas, pero zanja da lugar a un aumento de los costes medioambientales y, con el tiempo, a profundos costes económicos.
El diseño sostenible de los canales puede dar lugar a zanjas que se mantengan por sí mismas gracias al equilibrio geomorfológico natural. La ralentización de la sedimentación neta y de la erosión se traduce en una reducción neta del transporte de sedimentos. El fomento del desarrollo de una corriente natural sinuosa y una sección transversal del cauce con múltiples terrazas parecen ser la clave para mantener tanto la capacidad máxima de drenaje de la zanja como el transporte neto mínimo de contaminación y nutrientes.
Las inundaciones pueden ser una causa importante de pérdidas recurrentes de cosechas -sobre todo en suelos pesados- y también pueden perturbar gravemente las economías urbanas. El drenaje subsuperficial a zanjas ofrece una forma de eliminar el exceso de agua de los campos agrícolas, o de espacios urbanos vitales, sin los índices de erosión y transporte de contaminación que se derivan de la escorrentía directa. Sin embargo, el exceso de drenaje provoca pérdidas recurrentes de rendimiento de los cultivos por sequía y problemas más graves de Isla de calor urbana o desecación.
El drenaje subsuperficial controlado desde zonas sensibles a zanjas de drenaje con vegetación hace posible un mejor equilibrio entre las necesidades de drenaje y retención de agua. La inversión inicial permite a una comunidad bajar las capas freáticas locales cuando y donde sea necesario sin agravar los problemas de sequía en otros momentos.

## En Italia
Los fosos son un importante recurso hídrico muy extendido en el norte de Italia y más precisamente en el valle del río Po, que a lo largo de los siglos ha permitido hacer más fértiles las tierras agrícolas de los municipios más alejados de los ríos. Estas ingeniosas obras atraviesan en ocasiones también centros urbanos, mezclándose en el caso de grandes ciudades como Milán con los canales más grandes. También se les conoce con el nombre de canales y están especialmente extendidos en algunas zonas de Lombardía, atravesando en muchos lugares las provincias de Milán, Pavía, Bérgamo, Mantua y Cremona.

## En Reino Unido
El Car Dyke era, y en gran medida sigue siendo, una larga zanja que recorre el límite occidental de los Fens, en el este de Inglaterra, a lo largo de más de 92 km. Se acepta generalmente como una construcción romana y, durante muchos siglos, se consideró que marcaba el límite occidental de los Fens. Su nombre deriva de carr, una palabra del siglo XIV que significaba pantano o tierra drenada.
El dique de Foss, o Fossdyke, conecta el río Trent en Torksey con Lincoln, capital del condado de Lincolnshire, y podría ser el canal más antiguo de Inglaterra aún en uso. Se cree que fue construido alrededor del año 120 d. C. por los romanos, pero no hay consenso entre los autores. Fue restaurado en 1121, durante el reinado de Enrique I, y la responsabilidad de su mantenimiento fue transferida a la ciudad de Lincoln por el rey Jacobo I. Las mejoras realizadas en 1671 incluyeron una compuerta o esclusa navegable en Torksey, y se construyeron almacenes y muelles en Brayford Pool, en el centro de Lincoln.

## Reglamentaciones
Dependiendo del lugar y momento, las cunetas pueden ser protegidas, gestionadas por la comunidad o el propietario local. En Francia, por ejemplo:
- en las zonas de pólder, las watringues están sujetas a normas específicas;
- ciertos canales o cunetas forman parte de sistemas de control de inundaciones, o podrían utilizarse para inundar zonas con riesgo de incendio o explosión. Pueden entonces ser consideradas también sistemas con servidumbres especiales;
- la mayoría de las cunetas rurales, salvo que alberguen especies o hábitats protegidos, cumplen generalmente con el artículo 668 del Código Civil francés que exige que el vecino cuya herencia es una cuneta no contigua no puede obligar al propietario de esta cuneta a ceder la propiedad del conjunto a él. Siempre que no albergue ninguna especie protegida que pudiera verse perjudicada, el copropietario de una cuneta común puede destruirla hasta el límite de su propiedad, siempre que se construya un muro o una valla en ese límite. A nivel local, la limpieza puede ser obligatoria con una frecuencia mínima.
- La lucha contra determinadas especies invasoras (en particular la rata almizclera) puede estar sujeta a obligaciones y reglamentaciones específicas. En el marco de los Planes de Desarrollo y Gestión del Agua, (herramienta de planificación resultante de la Directiva Marco Europea del Agua, DMA), pueden existir disposiciones específicas para facilitar una gestión coherente del agua a escala de cuenca;
- en Europa y, por tanto, en Francia, en el marco de la ecoelegibilidad de la nueva Política Agrícola Común (PAC), las zanjas con bancos no artificializados situadas en el territorio de una explotación agrícola, así como algunos otros elementos paisajísticos seminaturales de interés agroecológico y ecológico (por ejemplo, prados permanentes, franjas de césped, bordes, bordes de estanques, setos, árboles agrupados, etc.) pueden acogerse al sistema de “áreas topográficas equivalentes”.[10]

## Impacto ambiental

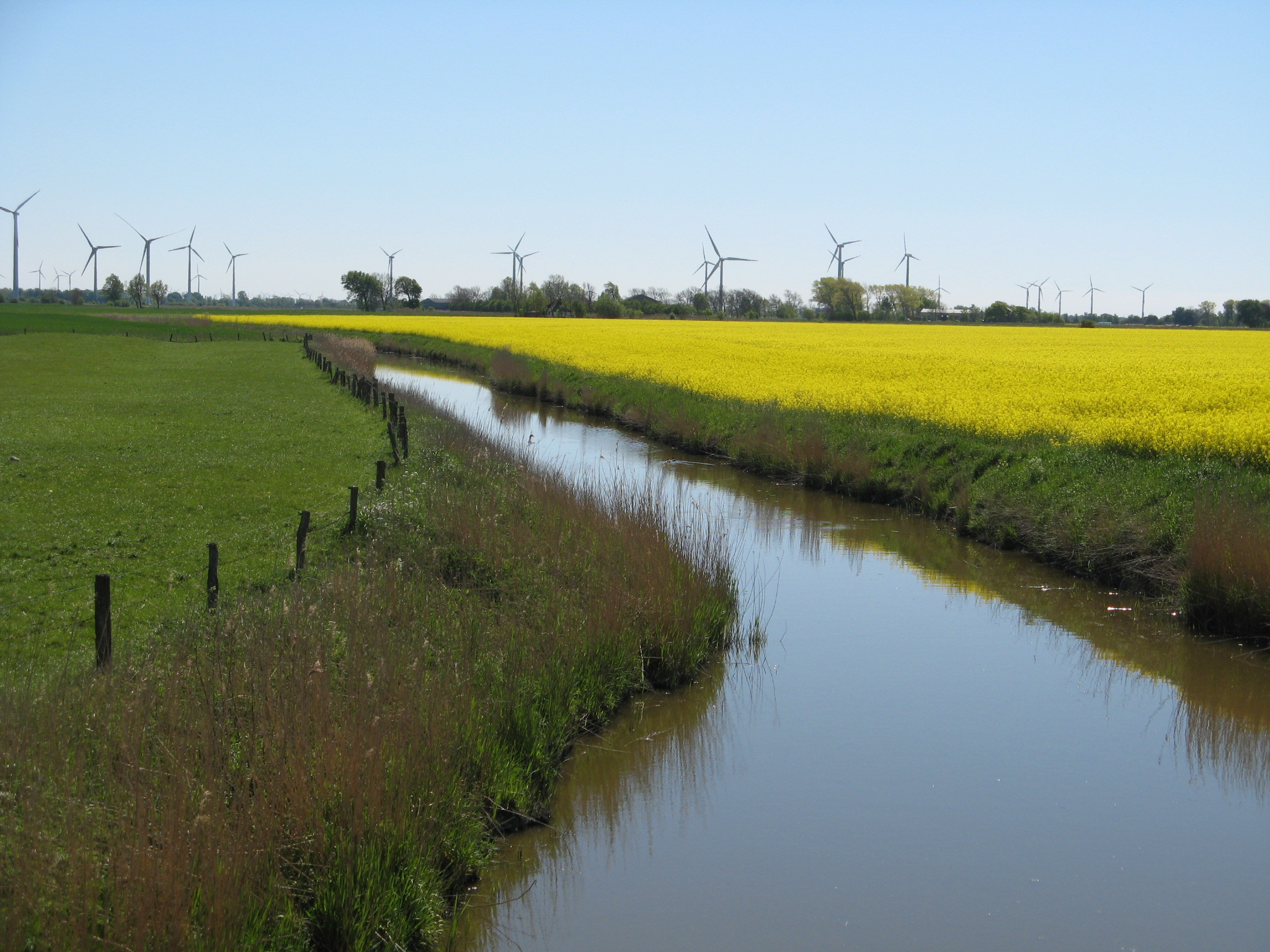
Zanja de drenaje en las tierras bajas de los ríos Eider y Treene en dirección al Eider, en Schleswig-Holstein, Alemania. En este caso se trata de una zanja que existía antes de drenar el área y que se conservó para un mayor drenaje.

Si bien las zanjas cumplen muchas funciones, también pueden tener implicaciones ambientales. Las zanjas mal construidas o mal mantenidas pueden provocar erosión del suelo, contaminación del agua o la alteración de los ecosistemas locales. Por ejemplo, las zanjas de drenaje en áreas agrícolas pueden transportar pesticidas o fertilizantes hacia los ríos y arroyos cercanos, contribuyendo a la contaminación del agua. Además, las zanjas que no están bien diseñadas para el flujo de agua pueden causar inundaciones o un exceso de escorrentía.
En los últimos años, ha habido un impulso hacia la creación de sistemas de drenaje más sostenibles y ecológicos que fomenten la infiltración del agua y minimicen el impacto negativo en el medio ambiente.

### Uso de herbicidas
A veces se usan herbicidas para mantener una cuneta o zanja. Esto se hace principalmente para impedir que las malezas se expandan al campo adyacente, pero también se pueden usar herbicidas de hoja ancha para producir forraje o heno. Sin embargo, si se utilizan herbicidas, el abono verde resultante (o el estiércol si se añade a él) no necesariamente puede utilizarse en los cultivos, ya que en algunos casos los herbicidas pueden dañar los cultivos.

## Las cunetas en ingeniería militar

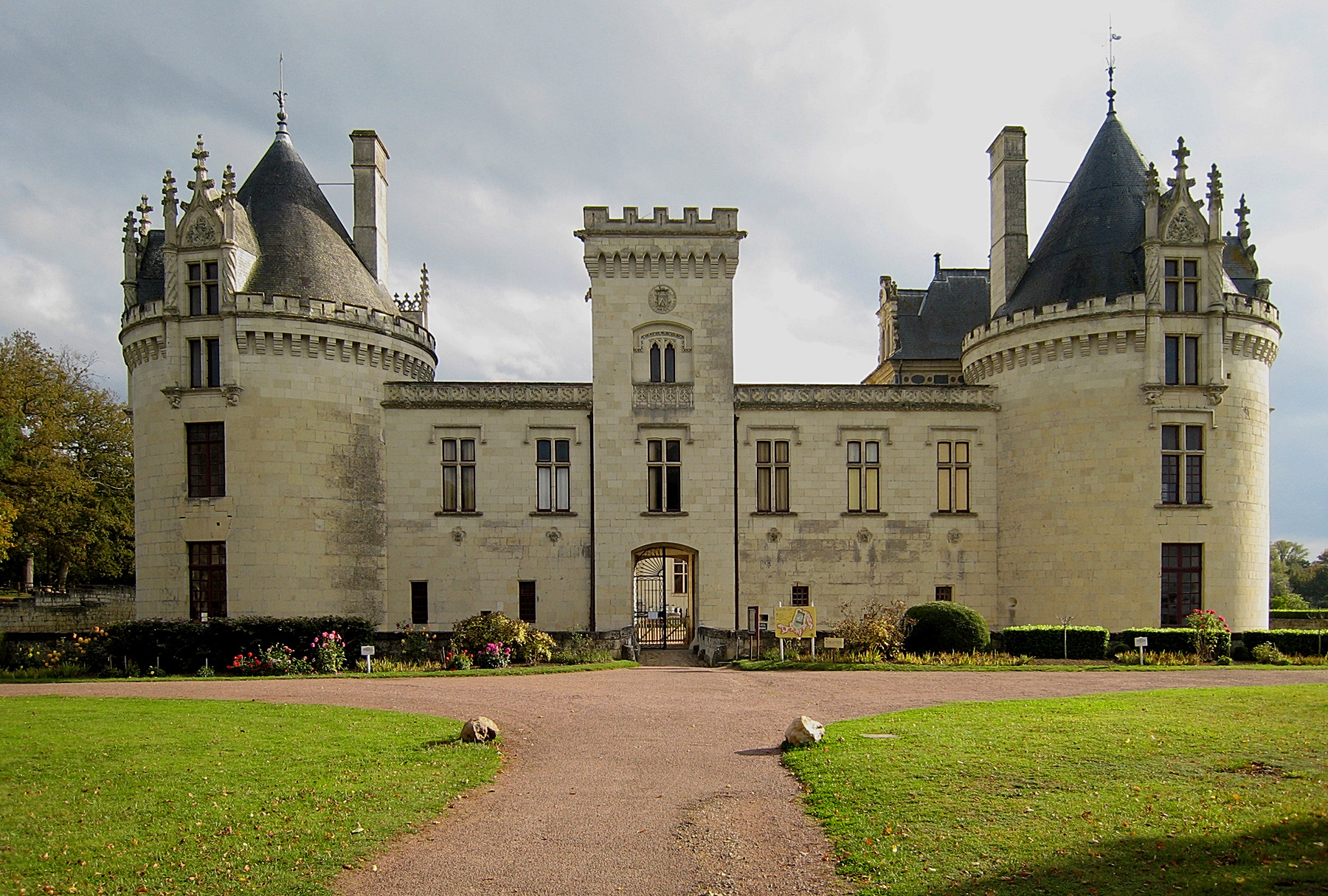
Castillo de Brézé.

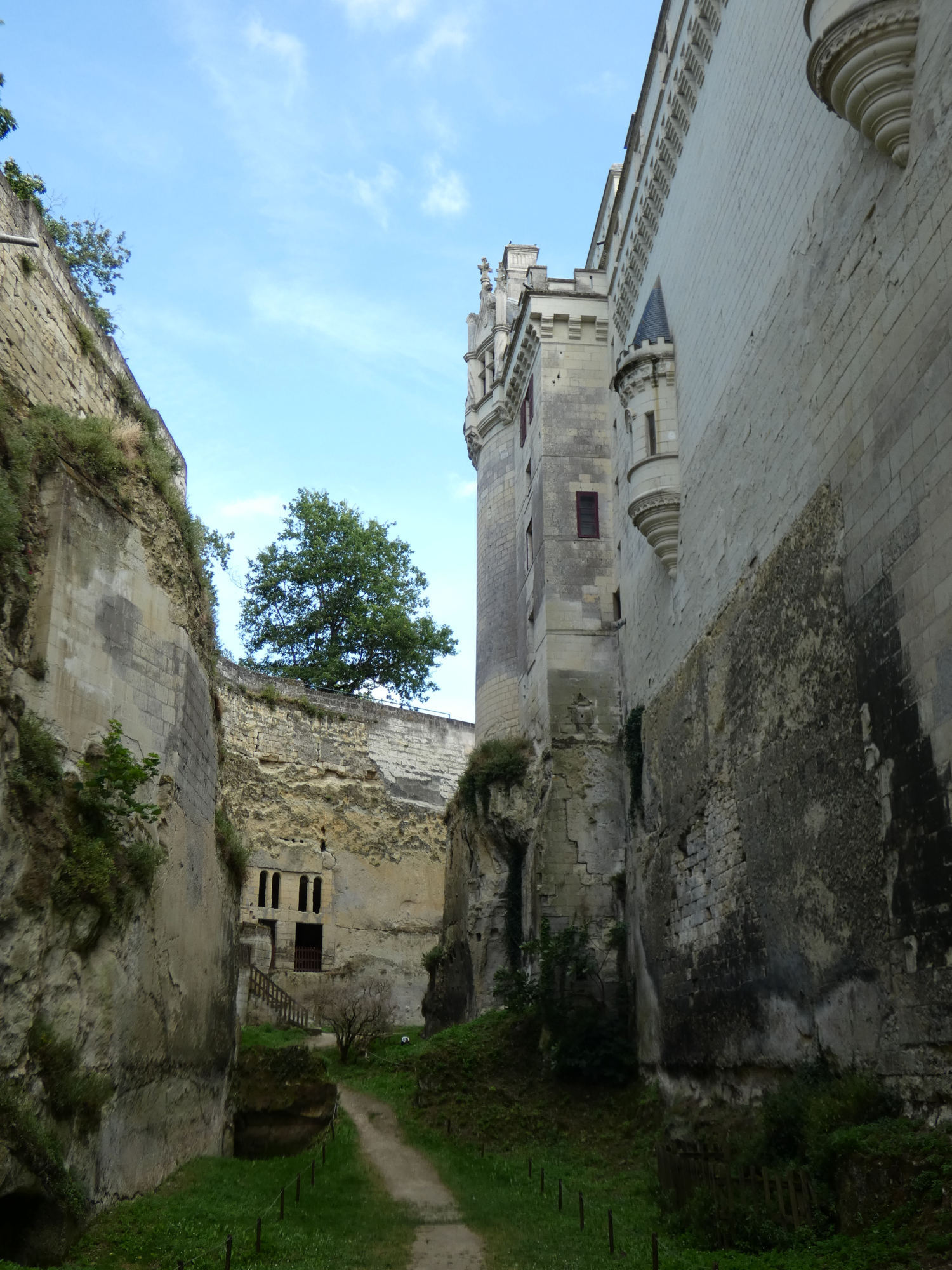
Foso del Castillo de Brézé.

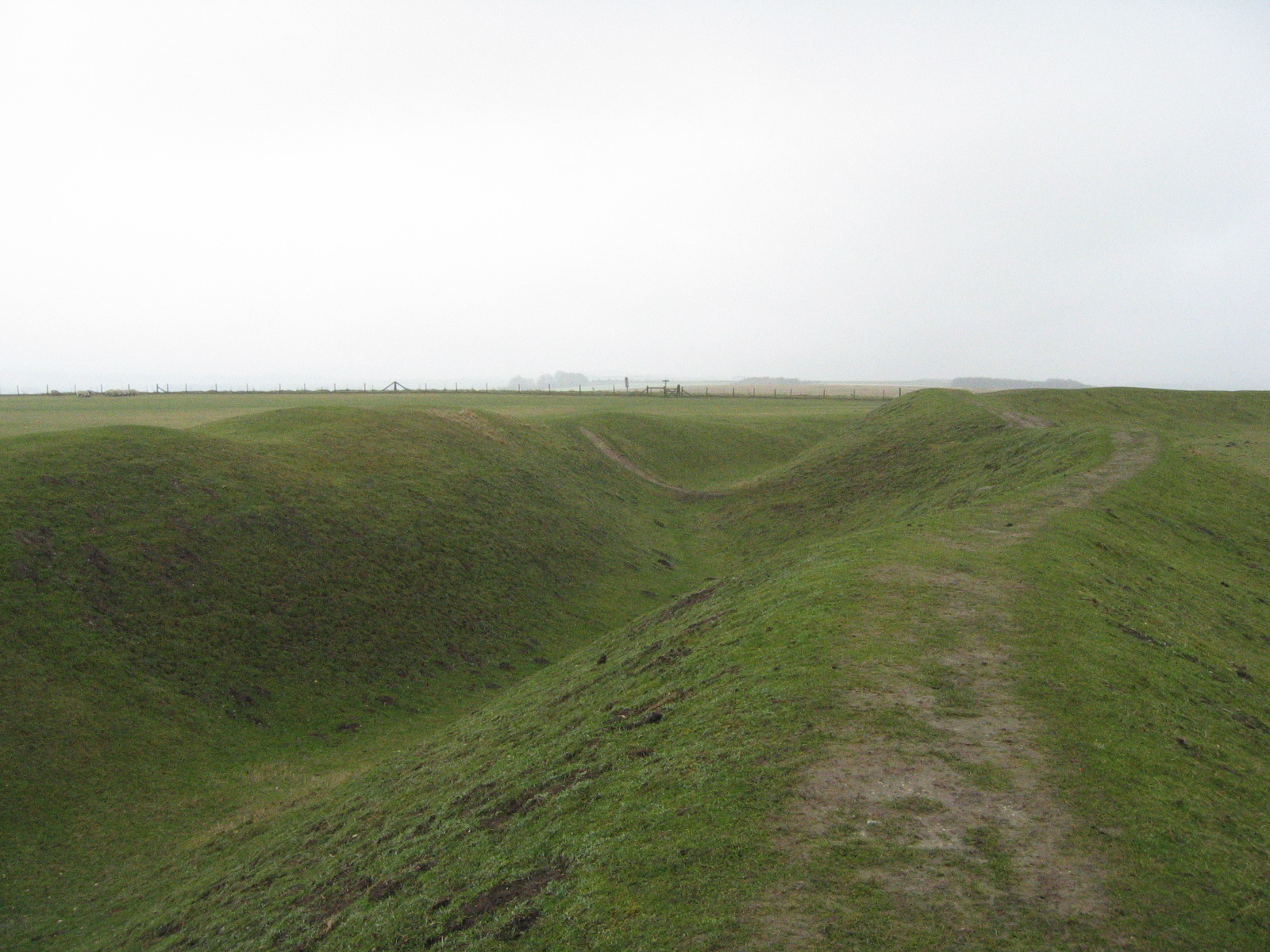
Cunetas como obstáculo cerca de los restos del castillo de Uffington, Inglaterra.

En el arte militar, especialmente en la Edad Media, una zanja es una trinchera larga en el suelo utilizada para crear un obstáculo alrededor de un campamento, un castillo, una ciudad, un parque o un recinto. Eugène Viollet-le-Duc distingue entre zanjas secas, zanjas llenas de agua, zanjas de terraplén o de fondo de tanque y zanjas revestidas o no revestidas.
- Las acequias secas son aquellas que se hacen alrededor de un castillo, un señorío o una plaza situadas en lugares demasiado altos para poder llevar y almacenar allí agua.
- Las zanjas llenas son aquellas por donde pasa un curso de agua o que se inundan mediante una toma del mar, de un lago o de un estanque.
- Las zanjas de ribera son aquellas simplemente excavadas en terreno inconsistente, y cuyo escarpe y contraescarpe, cubiertos de hierba, dan un ángulo de 45 grados.
- Se consideran zanjas revestidas aquellas cuyos muros, es decir el escarpe y la contraescarpa, están revestidos con un muro de mampostería de escasa pendiente.
- Las zanjas de fondo de aljibe son aquellas que tienen fondo plano y paredes revestidas, lo que puede permitir así aberturas en el escarpe que sirva de base a una fortificación. Las zanjas excavadas en la roca también pueden tener un fondo de tipo tanque o cuba.[14]

Los fosos se han cavado desde la antigüedad como medio de protección contra ataques o invasiones.
En Francia, el más ancho y largo de ellos es el "Neufossé", excavado hace unos 1.000 años por Balduino VI para bloquear los ejércitos que venían del Norte.
El foso también impide que el enemigo entre en contacto directo con las fortificaciones. El castillo de Brézé, un castillo del siglo XVI situado en la comuna homónima, en el departamento de Maine-et-Loire, a diez kilómetros al sur de Saumur, es un buen ejemplo con los fosos más profundos de Europa (18 m). En Siria, la ciudadela de Saladino tiene un foso de 28 m de profundidad.
Más recientemente, se han construido trincheras para bloquear el avance de vehículos motorizados de ejércitos enemigos (por ejemplo, zanjas antitanque),  no tiene relación con el agua.
En muchas fortificaciones de Vauban, las zanjas sin agua se denominan «zanjas secas», sin embargo una zanja «cunette», excavada en el eje de la zanja, servía para drenar el agua de lluvia y permitía que la zanja se secara.
Las zanjas que están permanentemente llenas de agua se llaman fosos.